# Ran

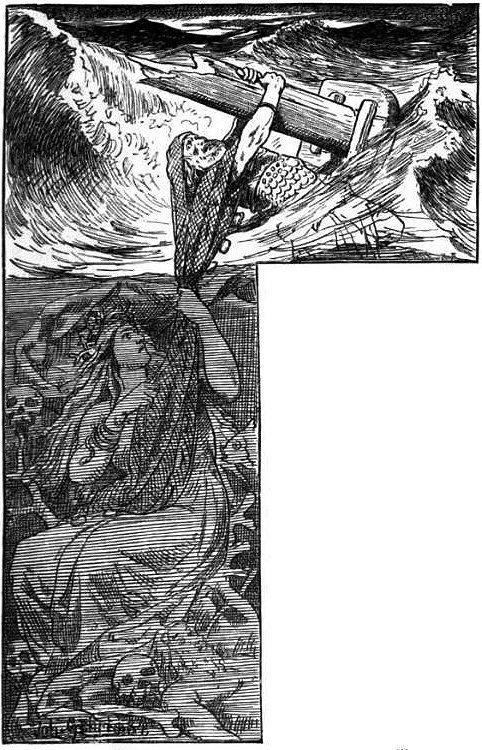
"Ran" (1901) de Johannes Gehrts.

În mitologia nordică, Ran este zeița furtunilor și a apei, și soția lui Aegir. Ea este stăpâna tărâmului morților de pe  fundul oceanului, unde ajung oamenii înecați (înecații nu merg în Valhalla sau Helheim). Ea scufundă vapoare și adună marinarii înecați, în pânzele ei, apoi îi duce pe tărâmul ei și îi guvernează cu 
bunătate. Ran are împreună cu soțul ei nouă fiice: valurile.
Acest articol referitor la mitologia nordică  este deocamdată un ciot. Puteți ajuta Wikipedia prin completarea lui!
1. ↑  IeSBE / Iegir[*] Verificați valoarea |titlelink= (ajutor)